# Das Vorspiel
Das Vorspiel ist ein Filmdrama von Ina Weisse, das im September 2019 im Rahmen des Toronto International Film Festivals seine Premiere feierte. Ebenfalls im September 2019 war der Film beim Festival Internacional de Cine de San Sebastián zu sehen und lief seit 23. Januar 2020 in den deutschen Kinos.

## Handlung
Anna unterrichtet Geige an einer Musikschule, ihr Mann ist Instrumentenbauer. Sie haben einen zehnjährigen Sohn, Jonas. In der Schule setzt sich Anna für den jungen Alexander ein, in dem sie allein ein großes Talent sieht. Sie widmet ihm viel Energie und Aufmerksamkeit, bereitet ihn intensiv auf die nächste Prüfung vor, um zu beweisen, dass sie Recht hatte. Sie steigert kontinuierlich ihre Anforderungen. Aber es gibt kein Lob, bis Alexander den Drill nicht mehr erträgt, seine Geige packt und die Schule verlässt. Alexanders Mutter erfährt eher zufällig, dass ihr Sohn nicht mehr zum Unterricht geht. Den eigenen Sohn hat Anna dabei fast aus den Augen verloren. Auch er ist ein begabter Geiger, hat aber noch andere Interessen, spielt Eishockey, fängt kleine Fische und bringt sie mit nach Hause, worauf die Mutter mit Wut und völligem Unverständnis reagiert. Jonas zieht sich immer mehr in sich zurück und reagiert mit Eifersucht. Der Vater beobachtet Jonas mit großer Sorge, findet aber bei seiner Frau kein Ohr für die Probleme des Jungen. 
Ein Kollege in der Musikschule, der mit ihr eine Affäre angefangen hat, ermutigt sie, in einem Quintett mitzuspielen. Das Konzert wird kein Erfolg, da ihr im ersten Satz der Bogen aus der Hand gleitet und zu Boden fällt. Am Tag des Vorspiels wartet sie zunächst vergeblich auf Alexander, läuft nervös in der Musikschule herum und dreht fast durch. Plötzlich hört sie durch die geschlossene Tür Alexander spielen. Das Vorspiel wird ein großer Erfolg. Als Anna ihrem Schüler gratulieren will, ignoriert er sie und läuft die Treppe hinunter. Jonas sitzt mit anderen Schülern auf der Treppe, streckt seinen Fuß vor, Alexander stolpert und bleibt schwer verletzt auf dem Treppenabsatz liegen. Wenig später trifft Anna zufällig Alexanders Mutter in der Stadt, die sich bei Anna bedankt, wie sehr sie ihren Sohn gefördert habe. Anna versichert ihr, dass Alexander sicher bald wieder Geige üben könne.

## Produktion
Das Filmprojekt erhielt von der Filmförderungsanstalt eine Drehbuchförderung in Höhe von 25.000 Euro, von der Deutsch-Französischen Förderkommission wurden 220.000 Euro gewährt, das Medienboard Berlin-Brandenburg förderte den Film mit 300.000 Euro, und die Mitteldeutsche Medienförderung gewährte eine Nachwuchsförderung in Höhe von 80.000 Euro.
Die Dreharbeiten wurden am 22. Oktober 2018 begonnen und nach 28 Drehtagen in Berlin beendet.
Ilja Monti spielt u. a. die Etüde Nr. 14 von Rodolphe Kreutzer, die Partita für Solovioline Nr. 2. in d-moll, Chaconne, (BWV 1004) und die Violin-Sonate Nr. 1. in d-moll, (BWV 1001). Das Streichquintett Nr. 2 in G-Dur op. 111 von Johannes Brahms spielte das Kuss-Quartett, ergänzt um die zweite Violine. 
Der Film feierte am 8. September 2019 im Rahmen des Toronto International Film Festivals seine Premiere. Ebenfalls im September 2019 lief er beim  Festival Internacional de Cine de San Sebastián, wobei Nina Hoss die Silberne Muschel als beste Schauspielerin gewann. Am 23. Januar 2020 kam er in die deutschen Kinos. Ende August und Anfang September 2020 wurde er in der Open-Air-Ausgabe des Festivals des deutschen Films vorgestellt. Im Januar 2021 wurde er beim International Film Festival of India gezeigt.

## Auszeichnungen
Das Vorspiel wurde Anfang Januar 2020 in die Vorauswahl für den Deutschen Filmpreis aufgenommen, blieb aber bei Bekanntgabe der regulären Nominierungen unberücksichtigt. Im Folgenden eine Auswahl weiterer Auszeichnungen und Nominierungen.
Festival Internacional de Cine de San Sebastián 2019
- Nominierung für die Goldene Muschel (Ina Weisse)
- Auszeichnung mit der Silbernen Muschel als Beste Schauspielerin (Nina Hoss)[8][9]

Filmfest Hamburg 2019
- Nominierung für den Hamburger Produzentenpreis für Deutsche Kinoproduktionen
- Nominierung für den Art Cinema Award (Ina Weisse)[10][11]

Internationales Filmfestival von Stockholm 2019
- Auszeichnung als Beste Schauspielerin im Stockholm XXX Competition (Nina Hoss)[12]

Preis der deutschen Filmkritik 2021
- Auszeichnung als Beste Schauspielerin (Nina Hoss, auch für Pelikanblut)[13]